# Мартынюк, Александр Акимович
Алекса́ндр Аки́мович Мартыню́к (11 сентября 1945, Москва — 16 ноября 2022) — советский хоккеист, нападающий, заслуженный мастер спорта СССР (1973).

## Биография
В клубе «Спартак» играл в тройке нападения с Владимиром Шадриным и Александром Якушевым. В этом составе тройка стала самой результативной в чемпионате СССР 1972/73, забросив на троих 72 шайбы. Причём Александр Мартынюк в личном зачёте по системе «гол+пас» стал вторым бомбардиром турнира, Владимир Шадрин — четвёртым, а Александр Якушев — шестым.
В чемпионатах СССР по хоккею провёл 410 матчей, забросил 212 шайб. В чемпионатах мира по хоккею провёл 19 матчей, забросил 16 шайб. Участник Суперсерии-72 с канадскими профессионалами (сыграл один матч).
Мартынюк — рекордсмен по количеству шайб, заброшенных в составе сборной в одном (официальном) матче: в игре со сборной ФРГ на чемпионате мира-73 на его счету восемь голов.
Похоронен в Москве на Перепечинском кладбище, участок 22. Родственное захоронение.

## Личная жизнь
Жена Людмила умерла в 2004 году. Старший сын, Александр, был пилотом гражданской авиации. Младший Денис был хоккеистом. В 2008 году умер от сердечного приступа в возрасте 29 лет.

## Достижения
- Чемпион мира 1971 и 1973
- Чемпион Европы 1973
- Серебряный призёр чемпионата Европы 1971
- Чемпион СССР, 1967, 1969, 1976
- Обладатель Кубка СССР 1970 и 1971
- Второй призёр чемпионата СССР 1966, 1968, 1970, 1973
- Третий призёр чемпионата СССР 1963, 1964, 1972, 1975
- Участник Суперсерии-72

## Клубы
- Крылья Советов (Москва) (1963—1965)
- Спартак (Москва) (1965—1977)
- Капфенберг (Австрия) (1977—1980)